# 周祖謨
周祖謨（しゅう そぼ、1914年11月19日 – 1995年1月14日）は、中国の言語学者。近代的な言語学の理論を使用せず、中国の音韻学・訓詁学の伝統にとどまっていたが、その範囲内できわめて質の高い研究を行った。

## 経歴
原籍は浙江省杭州であるが、1914年、北京に生まれ育った。1932年に北京大学に入学し、1936年に卒業した。卒業論文「篆隷万象名義中之原本玉篇音系」（『問学集』所収）は、ほぼ同時期に河野六郎の卒業論文と同じテーマに着目していた。
卒業後は南京の中央研究院歴史語言研究所に就職したが、1937年に家族に会うため北平に戻っていた際に日中戦争がはじまったため、そのまま北平に留まり輔仁大学で教えた。日中戦争終結後の1947年、北京大学中文系の副教授に就任した。1949年の中華人民共和国成立後もひきつづき北京大学で教えた。1950年、北京大学教授に昇進。
日本との関係では、1984年に来日した。

## 研究内容・業績
- 『漢魏晋南北朝韻部演変研究』（羅常培と共著、科学出版社1958）は漢代から南北朝に至る音韻の変化を押韻資料によってあとづける研究で、全4分冊の予定だったが、第1分冊（漢代の部）のみが出版された。
- 『広韻校本』および『広韻校勘記』(商務印書館1938)[1]は沢存堂本『広韻』を元に誤りを正した著作であり、現在市販されている『広韻』は通常この本をもとにしている。
- 『唐五代韻書集存』(2冊, 中華書局1984)は、敦煌などで発見された切韻系韻書諸本30種をまとめて解説つきで影印出版した著作で、この種の著作の集大成であるが、印刷の質が非常に悪い。
- 『方言校箋』(巴黎大学北京漢学研究所1951、のち科学出版社1956)は伝統的な『方言』研究を集大成し、さらに諸本を集めて校勘を行った重要な著作である。この種の著作にはほかに『爾雅校箋』(1984)、「釈名校箋」(『文史』47期、1998)、『洛陽伽藍記校釈』(1956)などがある。
- 周祖謨の主要な論文のうち15本が『漢語音韻論文集』(商務印書館1957)として出版され、後にそれらを含む『問学集』(2冊, 中華書局1966)にまとめられた。『切韻』の成立に関する基本的な論文として有名な「切韻的性質和它的音系基礎」などは『問学集』に含まれている。

論文集にはほかに以下のものがある。
- 『周祖謨語言文史論集』(浙江古籍出版社1988)
- 『周祖謨学術論著自選集』(北京師範学院出版社1993)
- 『周祖謨語言学論文集』(商務印書館2001)
- 『周祖謨文字音韻訓詁講義』(天津古籍出版社2004)
- 『周祖謨文選』(北京大学出版社2010)